# Nađa Higl
Nađa Higl (cirílico sérvio: Нађа Хигл; Pančevo, 2 de janeiro de 1987) é uma nadadora sérvia, especialista no nado de peito e atual campeã mundial na prova dos 200 m peito no Campeonato Mundial de Esportes Aquáticos de 2009.